# Holothuria marginata
Holothuria marginata is een zeekomkommer uit de familie Holothuriidae.
De wetenschappelijke naam van de soort werd in 1901 gepubliceerd door Carel Philip Sluiter.